# Thelwall
Thelwall är en ort i civil parish Grappenhall and Thelwall, i kommunen Borough of Warrington, i grevskapet Cheshire, i England. Thelwall var en civil parish 1866–1936 när blev den en del av Grappenhall. Civil parish hade 509 invånare år 1931.